# 1578 Kirkwood

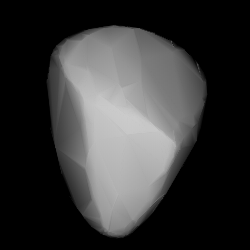
Mô hình dạng lồi 3D của 1578 Kirkwood.

1578 Kirkwood, also known as 1944 DF, 1949 TF, 1951 AT and 1952 FK, là một tiểu hành tinh vành đai chính được khám phá 10 tháng 1 năm 1951 ở đài thiên văn liên kết Goethe gần Brooklyn, Indiana bởi Chương trình tiểu hành tinh Indiana.